# Georg Hallwachs

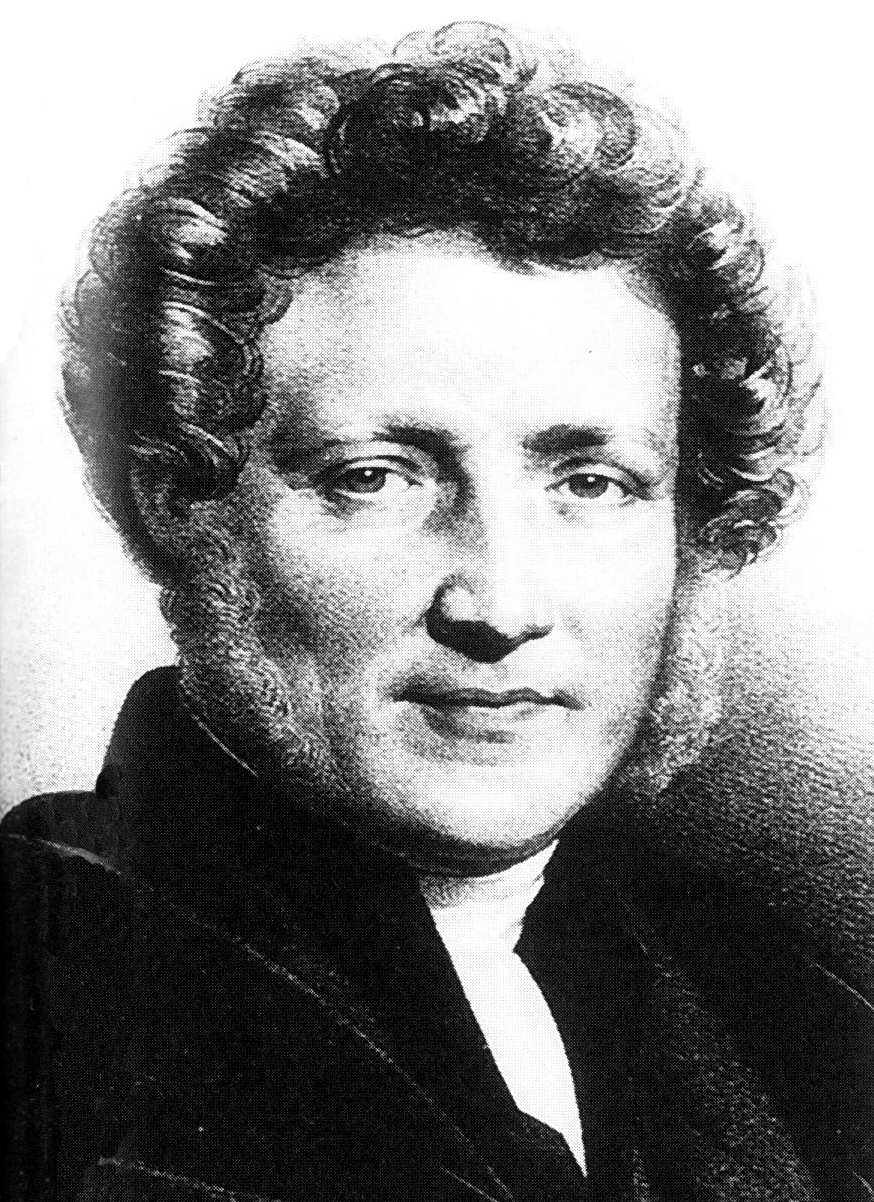
Georg Hallwachs

Georg Ludwig Anton Friedrich Hallwachs (* 8. August 1788 in Darmstadt; † 4. April 1843 in Mainz) war ein liberaler hessischer Politiker und Abgeordneter der Zweiten Kammer der Landstände des Großherzogtums Hessen.

## Familie
Georg Hallwachs war der Sohn des großherzoglich-hessischen Hofrats Johann Karl Georg Hallwachs (1751–1797) und dessen Ehefrau Maria Katharina geborene Wagner (1763–1794). Der spätere Minister Wilhelm Hallwachs und Friedrich Hallwachs waren seine Brüder. Georg Hallwachs war evangelisch und heiratete am 8. September 1831 in Mainz Dorothea Marie geborene Borgnis geschiedene Cavalli (1792–1855).

## Juristische Karriere
Georg Hallwachs studierte Rechtswissenschaften in Gießen und Heidelberg und wurde 1811 Assessor am Hofgericht Darmstadt, wo er 1813 Hofgerichtsrat wurde. 1818 wurde er einer der ersten Richter am neu geschaffenen Provisorischen Kassations- und Revisionsgerichtshof für die Provinz Rheinhessen, dem höchsten Gericht im Großherzogtum für den Teil seines Gebietes, die Provinz Rheinhessen, in der französisches Recht galt. Der Kassationsgerichtshof hatte seinen Sitz allerdings in Darmstadt. 1830 wurde Hallwachs Mitglied und Rat am Obergericht Mainz, wo er 1841 Vizepräsident wurde.

## Politik
Hallwachs wurde 1809 in eine Heidelberger Freimaurerloge aufgenommen und schloss sich  1816 der Darmstädter Loge Johannes der Evangelist zur Eintracht an.
In der 5. Wahlperiode (1832–1833) war er Abgeordneter der zweiten Kammer der Landstände des Großherzogtums Hessen. In den Landständen vertrat er den Wahlbezirk der Stadt Worms. Seine Wahl in die Kammer war Gegenstand einer Wahlprüfung. Hintergrund war, dass Georg Hallwachs vom Hofgericht wegen der Teilnahme an einem Duell für drei Monate von seinem Justizamt suspendiert worden war. Die liberale Mehrheit im Ausschuss und Landtag bewertete dies als Disziplinarstrafe. Wäre es eine strafrechtliche Verurteilung gewesen, so wäre Hallwachs gemäß Verfassung nicht als Abgeordneter wählbar gewesen.